# King of the Royal Mounted
King of the Royal Mounted, também conhecido como Zane Grey's King of the Royal Mounted, é um seriado estadunidense de 1940, produzido pela Republic Pictures em 12 capítulos, baseado na tira em quadrinhos King of the Royal Mounted criada por Stephen Slesinger em 1936. O seriado, 19º entre os 66 produzidos pela Republic Pictures, foi dirigido por William Witney e John English, sendo estrelado por Allan Lane e Robert Strange.
Um seriado posterior, também da Republic Pictures, King of the Mounties, de 1942, também apresentava o mesmo personagem.
Filmado durante a Segunda Guerra Mundial, relata a história da Royal Canadian Mounted Police contra espiões nazistas após uma nova descoberta canadense, o "Compound X".
Uma versão em filme, com 68 minutos, foi criada e lançada em 30 de abril de 1942, sob o título The Yukon Patrol.

## Sinopse
Durante a Segunda Guerra Mundial, os nazistas querem um mineral especial, o Compound X, descoberto no Canadá. Embora criado com o propósito de curar paralisias, os nazistas descobrem que pode ser usado em minas magnéticas para destruir a Frota Britânica e bloquear a ajuda americana aos Aliados. Os policiais da Real Polícia Montada do Canadá, conhecidos como “Mounties”, descobrem essa pretensão e trabalham para capturar os espiões nazistas enviados para obter o minério. O pai do Sargento King é morto no cumprimento do dever, salvando seu filho da morte em uma serra circular, e deixando-o dar continuidade á luta contra o inimigo.
O roteiro foi descrito como uma “pura e simples propaganda” por William Witney.
King of the Royal Mounted é um personagem caracterizado por Dave King, criado por Stephen Slesinger em 1936. Slesinger obteve licença sobre o trabalho do escritor popular de westerns, Zane Grey, e passou a publicar as histórias sob o título de Zane Grey's King of the Royal Mounted, inicialmente publicado como tira de quadrinhos a partir de 1936.

## Elenco
- Allan Lane … Sargento Dave King
- Robert Strange … John Kettler. Seu estranho desempenho é descrito por Cline como "uma caracterização impecável"[6]
- Robert Kellard … Tom Merritt Jr
- Lita Conway … Linda Merritt
- Herbert Rawlinson … Inspetor King
- Harry Cording … Wade Garson
- Bryant Washburn … Matt Crandall
- Budd Buster … Vinegar Smith

## Produção
King of the Royal Mounted foi orçado em $136,686 dólares, porém seu custo final foi $137,874 dólares. Foi o seriado mais barato da Republic em 1940, que foi o primeiro ano em que a despesa global da Republic com a produção de seriados foi menor do que no ano anterior.
Foi filmado entre 18 de junho e 12 de julho de 1940, e foi o seriado de nº 998.
A Republic encontrou o sucesso com esse esquema de nomeação após esta adaptação e, posteriormente, chamou os seus heróis de "King", a fim de usar o título "King of ...". Esse fato levou o estúdio a nomear, também, Roy Rogers como "King of the Cowboys".
O diretor William Witney registrou que a produção desse seriado não foi agradável, e nem Witney ou o seu parceiro John English posteriormente tiveram uma grande opinião sobre Allan Lane como pessoa ou como ator. Para o seriado só são oferecidas três páginas da sua autobiografia, em um capítulo intitulado "Two Duds and a Hot Water Tank".
As filmagens ocorreram no local, seguindo a previsão de tempo bom a partir de Doctor Krich, do California Institute of Technology, em Big Bear Lake. A área tinha uma cabana de madeira e uma represa disfarçada (com cobertura de concreto), construídas pela Paramount Pictures para The Trail of the Lonesome Pine (1936), além de possuir os pinheiros necessários para a configuração do Canadá.

## Lançamento

### Cinemas
A data de lançamento official de King of the Royal Mounted' é 20 de setembro de 1940, apesar de, atualmente, essa ser considerada a data da liberação do 6º capítulo.
Uma versão em filme, com 68 minutos, foi criada e lançada em 30 de abril de 1942, sob o título The Yukon Patrol. Esse seriado foi um dos quatorze seriados da Republic transformados em filme.

## Capítulos
1. Manhunt (26 min 48s)
2. Winged Death (17 min 6s)
3. Boomerang (16 min 45s)
4. Devil Doctor (16 min 45s)
5. Sabotage (16 min 51s)
6. False Ransom (16 min 42s)
7. Death Tunes In (16 min 43s)
8. Satan's Cauldron (16 min 40s)
9. Espionage (16 min 43s)
10. Blazing Guns (16 min 41s)
11. Master Spy (16 min 50s)
12. Code of the Mounted (16 min 40s)

Fonte: